# Marijata
Marijata is een Ghanese afrobeatband. De band is zich erg bewust van de Afrikaanse geschiedenis en houdt zich bezig met de panafrikaanse bewustwording.

## Geschiedenis
De groep werd rond 1976 opgericht door Lovelace Kofi "Electric" Addison, Nathan Fredua Prempeh (beter bekend als "Nat Osmanu") en Bob Andrew Fischian. Later kwamen Pat Thomas en Senior Eddie Donkor erbij. 
In 1976 kwam het eerste album van (toen nog) het trio uit, genaamd "This is Marijata", dat onthaald werd als rijkelijke afrofunk. De band probeerde met dit album wat vernieuwing en frisheid te brengen en terug te keren naar de rauwe funk. “I Walk Alone”, “We Live In Peace”, “No Condition Is Permanent” en “Break Through” zijn bekendere nummers van het album. 
Toen Thomas zich bij hen had aangesloten, bracht de band zijn tweede album uit, genaamd "Pat Thomas Introduces Marijata". Thomas' unieke stem is hierop goed te horen. Bekendere nummers zijn “Salvation”, “Mother Africa,” “My Love Will Shine”, That’s The Way,” Brain Washing”, “Papa’s Little Boy”, “Black Beautiful Race”, “I Can Say” en “Don’t Blame Us”.
In 1977 nam Thomas samen met de band nog een album op, genaamd “Pat Thomas And Marijata”.
Anno 2017 woont Addison (de leider van de groep) in New York, Nat Prempeh in Columbus en Fischian in Berlijn.